# Old Tom

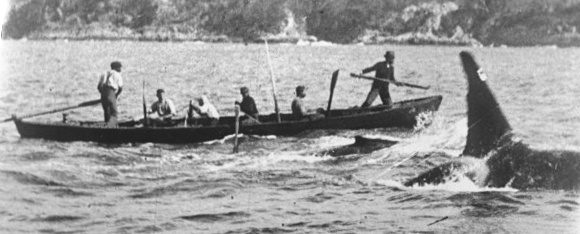
Old Tom rabattant un baleineau vers un bateau de pêcheurs.

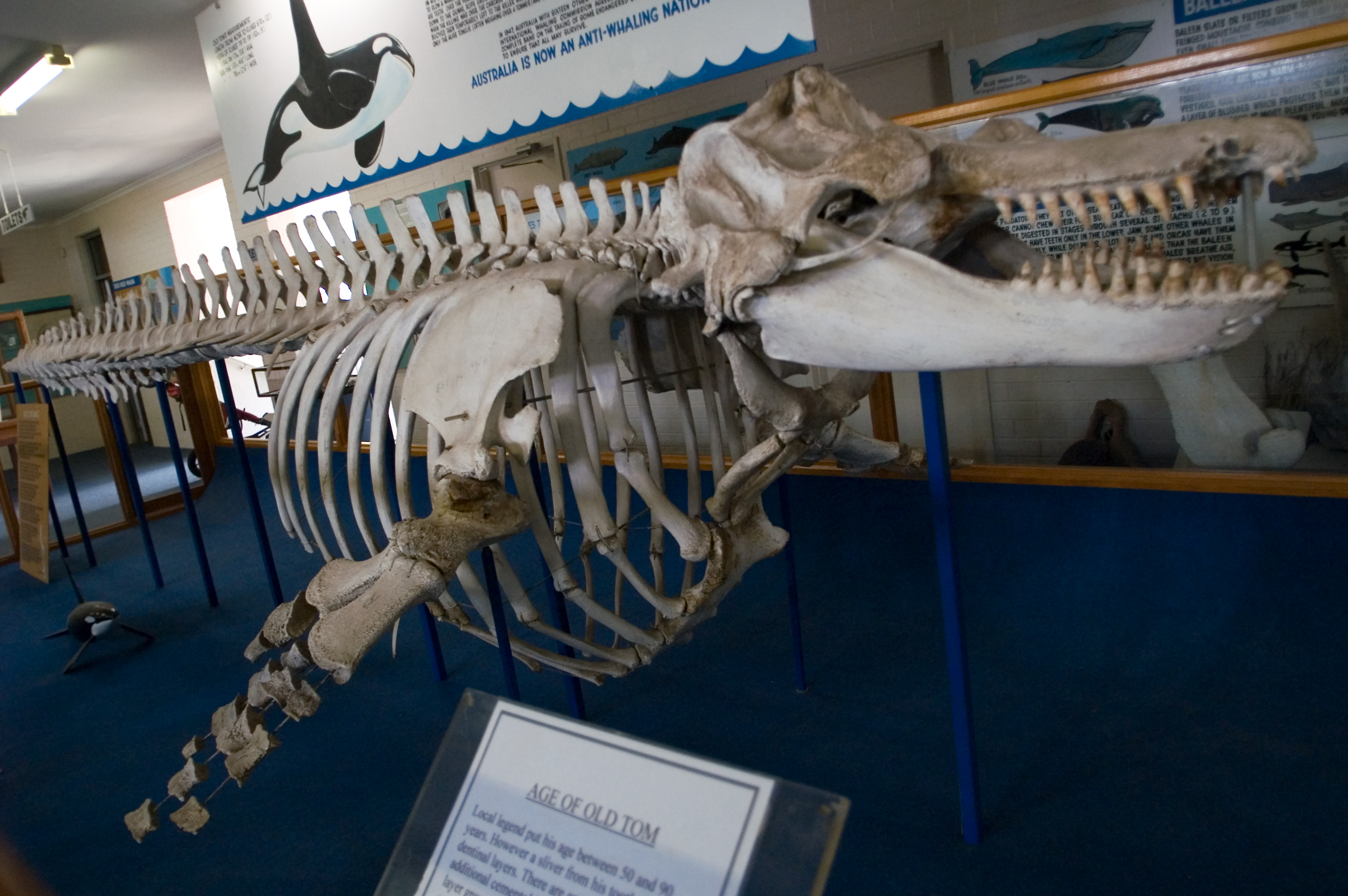
Le squelette d’Old Tom exposé au musée.

Old Tom est une orque née vers 1895 et morte le 17 septembre 1930 dans la baie Twofold, au large d’Eden, au sud de la Nouvelle-Galles du Sud en Australie. D’une longueur de 6,7 mètres pour 6 tonnes, elle collaborait avec les pêcheurs de la région en rabattant les baleines. Elle et son pod prenaient la langue et les lèvres des proies, les pêcheurs récupéraient le reste.
Old Tom fut retrouvé morte le 17 septembre 1930. Son âge fut estimé à environ 35 ans, et non à 80 ans comme la population locale l’affirmait. Son squelette est conservé au Musée des orques d’Eden.